# Teststraat

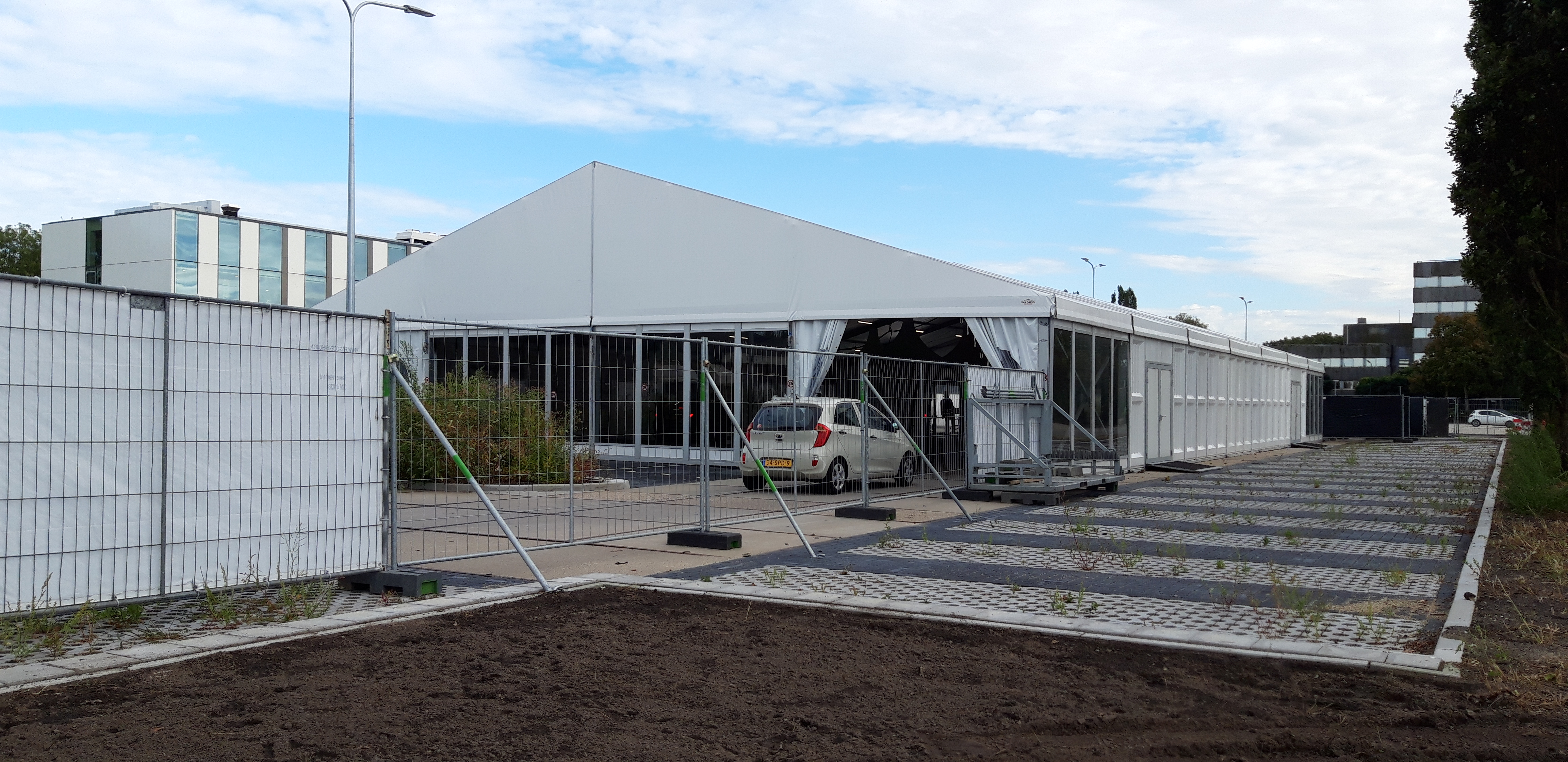
Een teststraat, uitsluitend toegankelijk met een auto, in Woerden tijdens de coronacrisis

Een teststraat is een locatie ingericht als drive-in waar personen door middel van een medische test gediagnosticeerd worden.

## Omschrijving
Personen betreden de teststraat via een voertuig zoals een auto of een fiets. Medisch personeel nemen op de locatie vervolgens een test af voor bijvoorbeeld de vaststelling van een ziekte. De persoon verlaat na de test direct de locatie weer en krijgt op een later moment de testuitslag.
De invulling als drive-in zorgt voor een hoge testcapaciteit en beperkt het aantal contactmomenten tussen personen.

## Coronapandemie

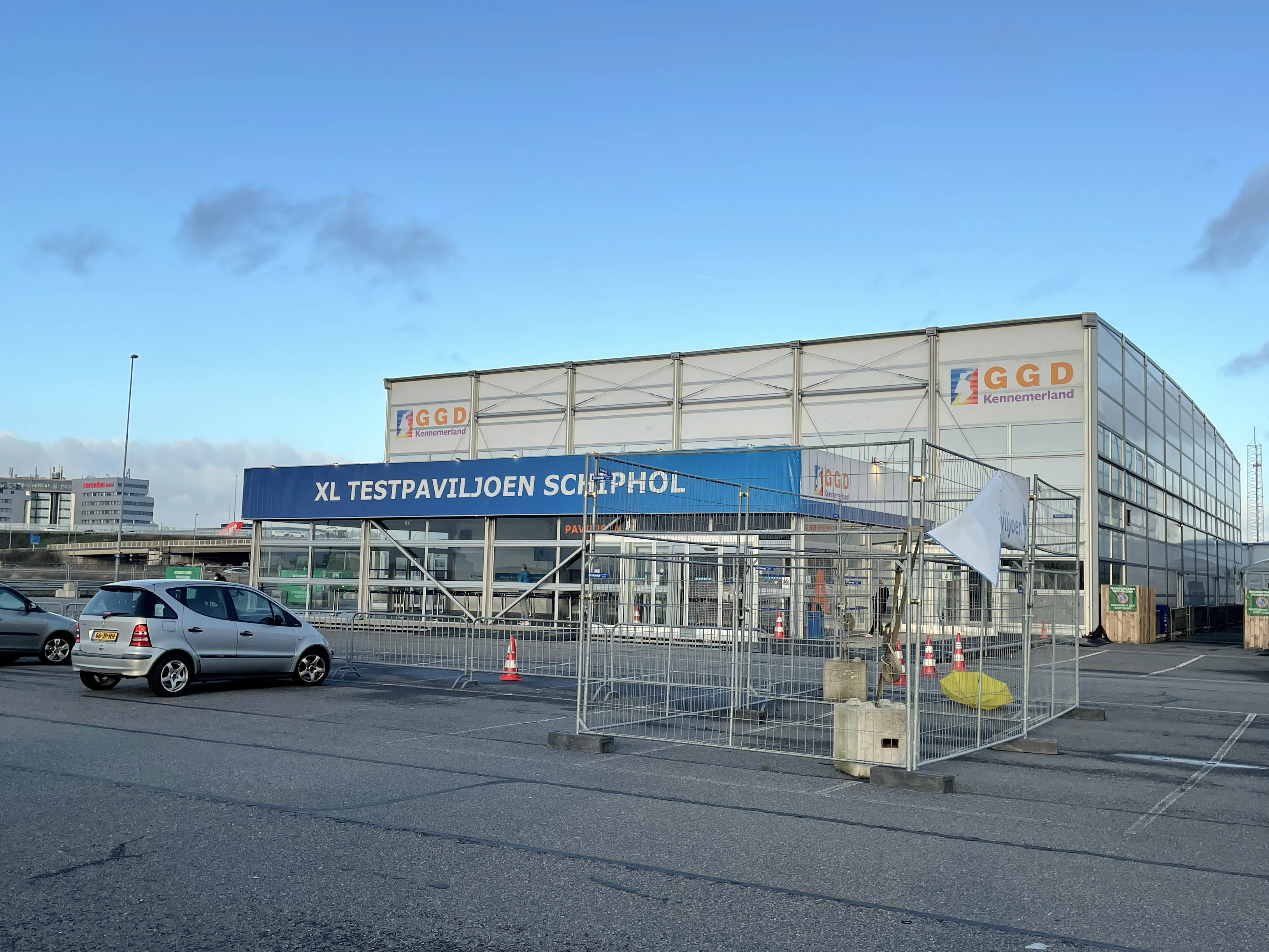
"XL testpaviljoen" op luchthaven Schiphol van de GGD Kennemerland.

Gedurende de coronapandemie werd deze logistiek op grote schaal ingezet. In Nederland werden vanaf 1 juni 2020 de eerste teststraten operationeel. Eind 2020 kwamen daar diverse 'XL-teststraten' bij met een verhoogde capaciteit, zoals op luchthaven Schiphol. Een groot deel van deze teststraten werden georganiseerd door de GGD. Daarnaast waren er ook teststraten opgezet door commerciële organisaties.